# Protagonista

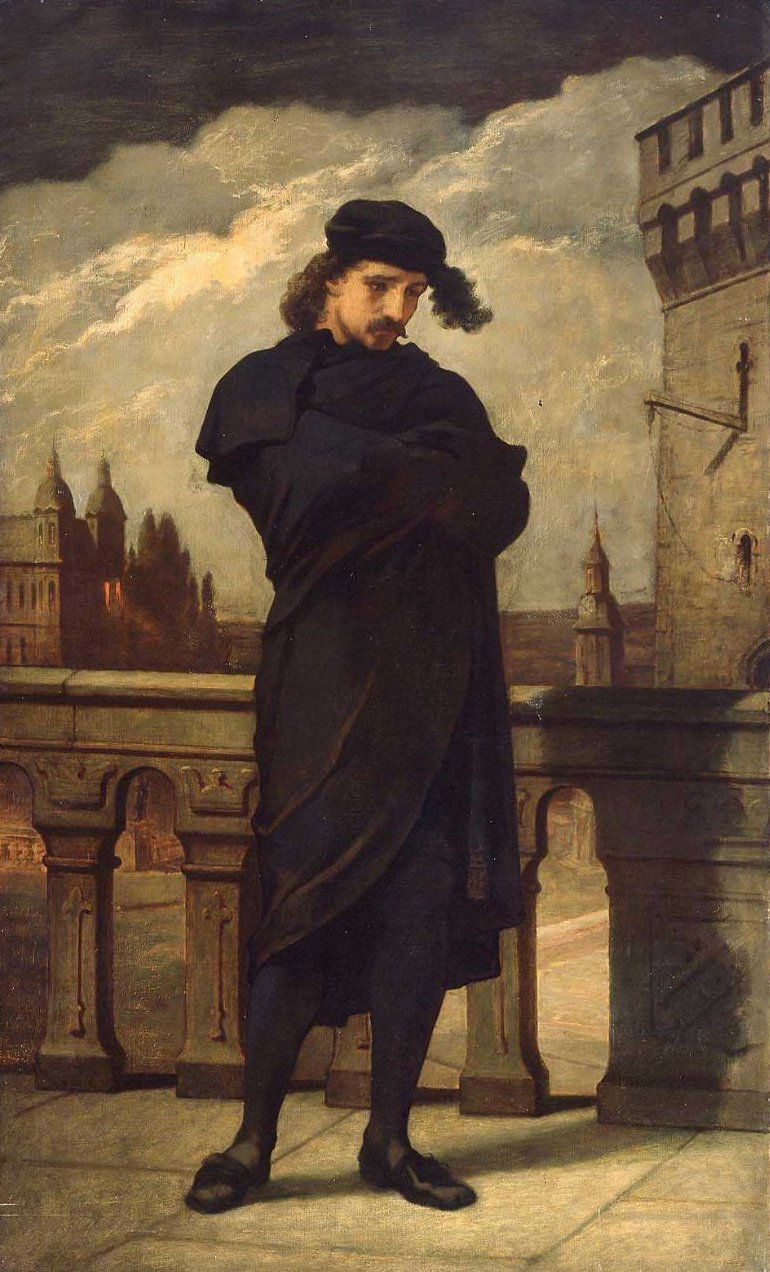
Hamlet, tytułowy protagonista sztuki Szekspira

Protagonista (z greckiego πρωταγωνιστής) – główny bohater dzieła (książki, filmu, gry komputerowej. itp).
Słowo wywodzi się z języka greckiego. Nazywał się tak główny aktor w przedstawieniu teatralnym starożytnej Grecji, który prowadził dialog z chórem i innymi aktorami występującymi w sztuce. W teatrze późniejszych epok określano tym mianem osobę, wokół której toczy się akcja, która jest jej głównym motorem, lub której przemiana jest opisywana. Protagonista w tym ujęciu nie musi być osobą graną przez jakiegokolwiek aktora w dramacie. Obecnie pojęcie jest stosowane, poprzez analogię i metaforę do teatru, w odniesieniu do innych sytuacji pozateatralnych.